# Ernest Moreau de Melen
Ernest Moreau de Melen (1879 -  1968) foi um futebolista belga, medalhista olímpico.
Ernest Moreau de Melen competiu nos Jogos Olímpicos de Verão de 1900 em Paris. Ele ganhou a medalha de bronze como membro do Université de Bruxelles, que representou a Bélgica nos Jogos.